# Fluxgate-Magnetometer

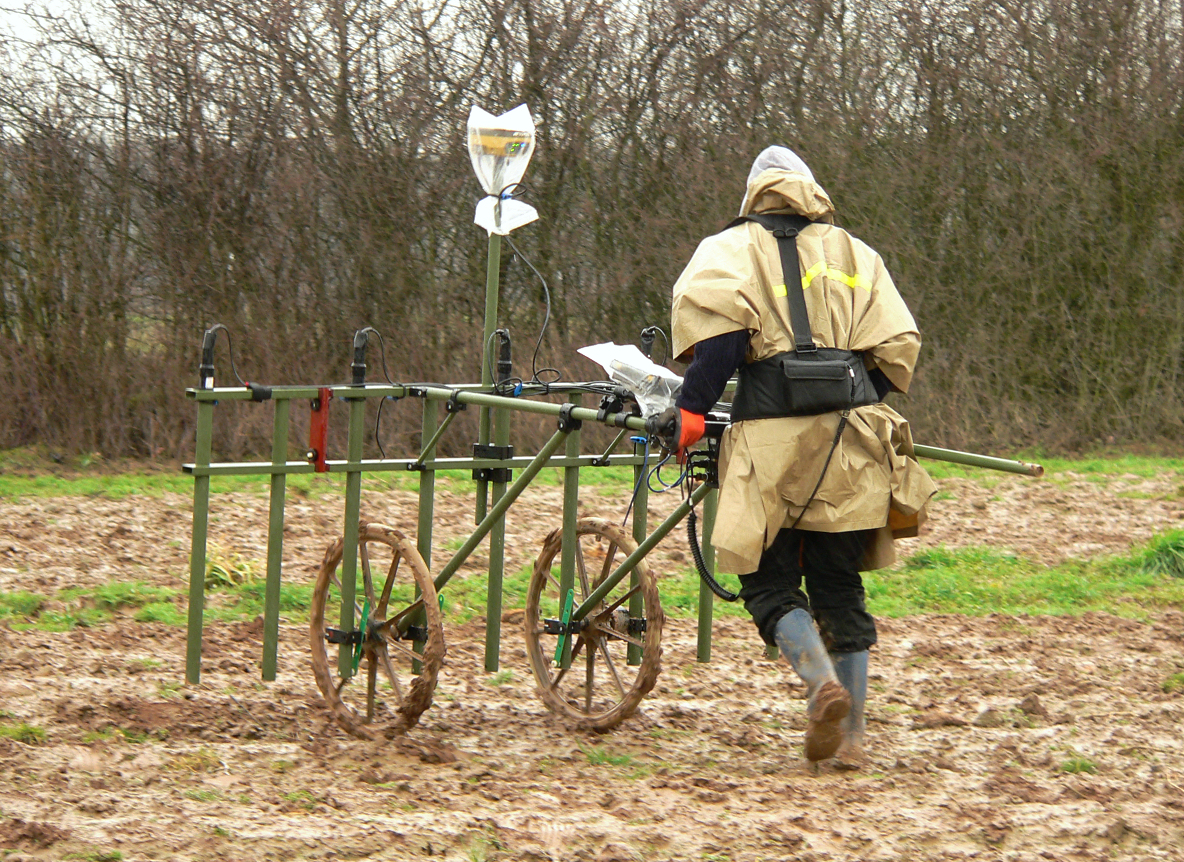
Fluxgate-Magnetometer bei archäologischen Prospektionsmaßnahmen am Erdwerk von Wellie

Ein Fluxgate-Magnetometer, auch Saturationskern-Magnetometer oder Förster-Sonde, im Englischen Fluxgate, ist ein Magnetometer zur vektoriellen Bestimmung des Magnetfeldes. Mit Fluxgate-Sonden lassen sich Magnetfelder von 0,1 nT bis 1 mT messen. Die Sonde wurde 1937 von Friedrich Förster (1908–1999) erfunden.

## Aufbau und Funktion

Zur Funktion eines Fluxgate-Magnetometers: Die Quelle P magnetisiert mittels Wechselstrom die Kerne 1 und 2 bis zur Sättigung. Die bei S induzierte Spannung hebt sich nur dann auf, wenn keine externe waagerechte Magnetfeldkomponente die Symmetrie stört.

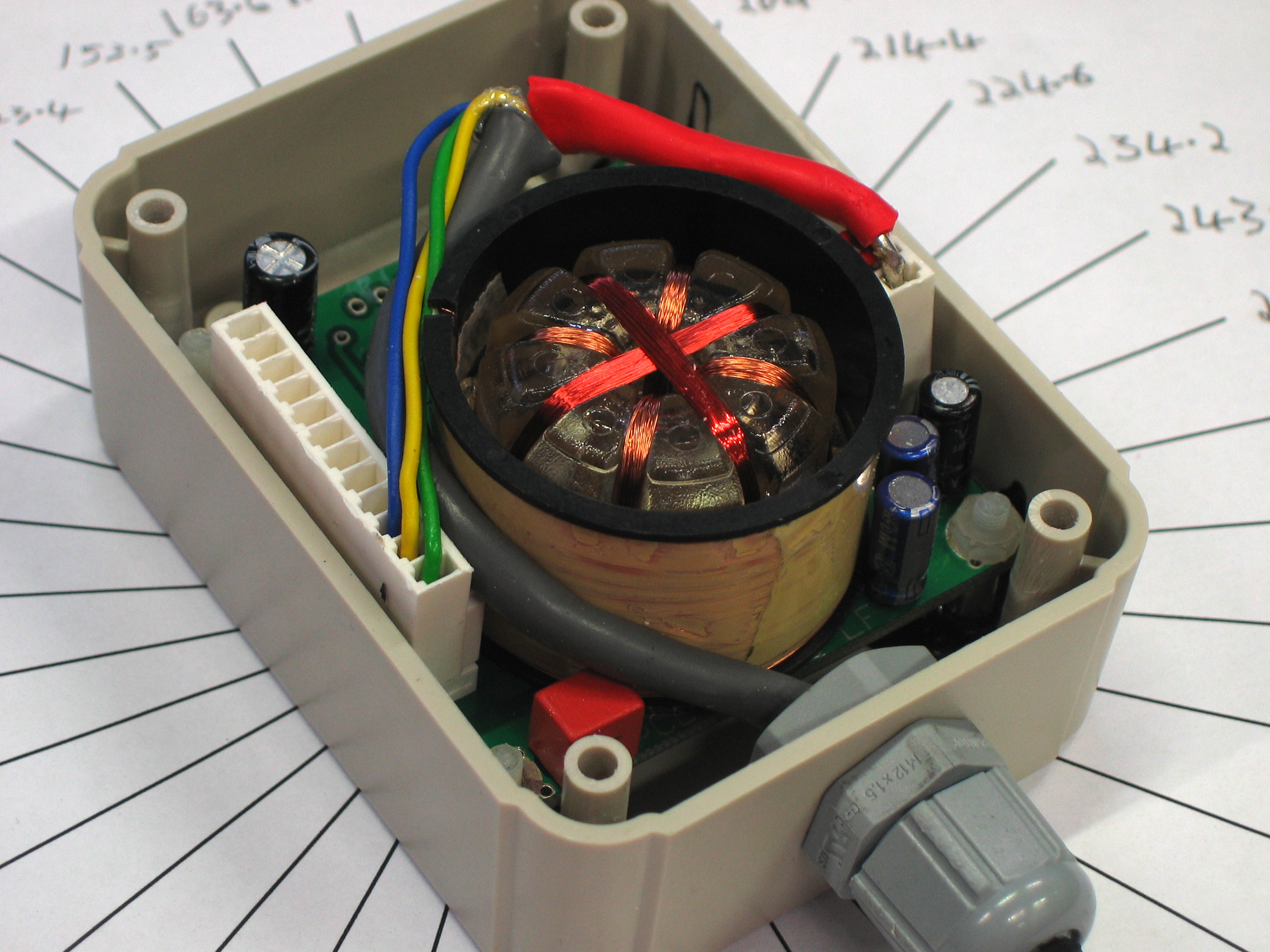
Geöffneter Magnetkompass mit Fluxgate-Magnetometer, bestehend aus einem Ringkern, vier Spulen zur Erregung darum und zwei außenliegenden Spulen als Sensoren

Zwei weichmagnetische Spulenkerne werden periodisch in die Sättigung getrieben. Die Kerne sind von zwei gegensinnigen Empfängerspulen umwickelt, sodass sich in beiden Spulen in Abwesenheit eines Feldes die induzierten Spannungen aufheben.
Eine Komponente eines äußeren Magnetfeldes wirkt parallel bzw. antiparallel auf die Felder der beiden Spulen. Dadurch wird in der einen Halbperiode
- in derjenigen Spule, zu deren Feld das äußere Feld parallel ist, die Sättigung des Kerns früher erreicht
- in der anderen Spule (zu deren Feld das äußere Feld gleichzeitig antiparallel ist) die Sättigung des Kerns später erreicht.

Diese Asymmetrie verursacht ein resultierendes Signal in den Empfängerspulen, das proportional zum angelegten Feld ist. Die induzierte Spannung besitzt die doppelte Frequenz der Erreger-Wechselspannung.
Der Aufbau kann mannigfaltig modifiziert werden, z. B. arbeitet das nebenstehend abgebildete Magnetometer mit einem Ringkern (Toroid), der mittels der vier kleinen Spulen erregt wird. Die beiden Empfängerspulen umgeben den gesamten Kern, daher wird sich auch hier beim Fehlen eines externen Feldes die induzierte Spannung aufheben. Indem Phase und Betrag der in den Spulen induzierten Spannung bestimmt werden, kann Betrag, Richtung und Richtungssinn derjenigen Komponente des externen Magnetfeldes bestimmt werden, die in der Ebene des Kernes liegt.
Um den Feldvektor im dreidimensionalen Raum zu bestimmen, können auch orthogonal angeordnete Kerne und Messspulen verwendet werden.
Um die Linearität zu verbessern und den Messbereich zu vergrößern, kann man Kompensationsspulen, die sich um dem gesamten Aufbau befinden, mit einem geregelten Gleichstrom beaufschlagen, sodass die in der Sensorspule induzierte Spannung Null wird. Der Strom ist dann proportional zum externen Feld und hebt dieses auf. Der Gleichstrom wird mit einer Gegenkopplung erzeugt und ist somit zugleich das Ausgangssignal des Sensors. Auf diese Weise werden auch Stromsensoren gebaut (siehe unten).

## Anwendung

### Messung schwacher Magnetfelder im Raum
Fluxgate-Magnetometer werden zur Messung von Betrag und Richtung schwacher Magnetfelder verwendet.
Mit einer Fluxgate-Sonde kann ein elektronischer Magnetkompass gebaut werden.
Es wird neben der genauen Messung schwacher Magnetfelder (Erdmagnetfeld, interplanetarer Raum) auch zum Auffinden und Messen lokaler Anomalien verwendet (z. B. Lokalisieren geologischer Verwerfungen).
Fluxgate-Sonden dienen z. B. zu Richtungsmessungen des Erdmagnetfelds mit Raumsonden, z. B. bei der Mission CHAMP.

### Werkstoffprüfung
Eine weitere Anwendung finden Fluxgate-Sonden in der zerstörungsfreien Werkstoffprüfung.
Bei der Wirbelstromprüfung auf Risse und Inhomogenitäten nicht-ferromagnetischer Werkstoffe wird eine lediglich ähnliche Anordnung verwendet, die jedoch mit dem Prinzip des Fluxgate-Magnetometers nichts gemein hat:

Ein E-Kern wird aufgesetzt, und zwei symmetrische Teilwickel beaufschlagen das darunter liegende Material mit einem gegenphasigen magnetischen Wechselfeld.
- Ist das Material homogen, so löscht sich das Feld im Mittelschenkel aus (d. h. Differenzsignal Null);
- weist das Material jedoch z. B. einen Riss auf, so ergibt sich ein Differenzsignal.

Bei einem weiteren Verfahren, der Streufeldanalyse, erzeugen Risse an der Oberfläche ferromagnetischer Werkstoffe ein nach außen dringendes Streufeld. Das Feld kann mit dem Magnetpulververfahren, dem Auflegen eines Magnetbandes oder durch Abtastung mit einer Magnetsonde detektiert werden.

### Stromsensoren
Die Strommessung anhand des vom Strom erzeugten Magnetfeldes kann erfolgen mithilfe einer Fluxgate-Sonde, die sich in einem Schlitz des Kernes befindet, welcher den Stromleiter umgibt, und Nullkompensation mittels einer Kompensationsspule auf diesem Kern.
Solche Stromsensoren nach dem Fluxgate-Prinzip (z. B. Kompensationsstromwandler der Fa. Vacuumschmelze) sind anderen Prinzipien (z. B. dem Messen mit Hallsonde) hinsichtlich des Offsetfehlers überlegen.